# Luigi Serafini (cardinale)
Luigi Serafini (Magliano Sabina, 6 giugno 1808 – Roma, 1º febbraio 1894) è stato un cardinale e vescovo cattolico italiano.
Di nobile famiglia originaria di Urbino, era figlio di Giuseppe Serafini e di Anna Giorgi. Era nipote del cardinale Giovanni Serafini.

## Biografia
Studiò al Collegio di Sabina, quindi filosofia al Collegio Romano. L'11 aprile 1832 conseguì la laurea in utroque iure alla Sapienza. Ebbe in seguito numerosi incarichi nei tribunali ecclesiastici.
Fu ordinato sacerdote il 25 agosto 1853 e dal 1858 fino alla sua nomina a vescovo fu reggente della Penitenzieria Apostolica.
Il 27 giugno 1870 fu nominato vescovo di Viterbo e Tuscania e fu consacrato vescovo il 17 luglio dello stesso anno dal cardinale Costantino Patrizi Naro.
Nel concistoro del 12 marzo 1877 fu creato cardinale da papa Pio IX. Il 20 marzo dello stesso anno ricevette il titolo di San Girolamo degli Schiavoni.
Partecipò al conclave del 1878, che elesse papa Leone XIII. Rinunciò al governo pastorale della sua diocesi il 20 febbraio 1880.
Il 13 maggio 1884 fu nominato prefetto della Segnatura Apostolica.
Il 31 luglio 1885 fu nominato prefetto della Congregazione del Concilio e ne mantenne l'incarico fino al 1893, quando fu eletto segretario dei brevi apostolici. Dal 1887 al 1888 fu Camerlengo del Sacro Collegio. Intanto, il 1º giugno 1888, aveva optato per l'ordine dei cardinali vescovi, ottenendo la sede suburbicaria di Sabina, cui era annessa l'abbazia di Farfa.
Morì a Roma il 1º febbraio 1894 all'età di 85 anni. Dopo le esequie, la salma venne tumulata nel sacello di Propaganda Fide nel cimitero del Verano.

## Genealogia episcopale e successione apostolica
La genealogia episcopale è:
- Cardinale Scipione Rebiba
- Cardinale Giulio Antonio Santori
- Cardinale Girolamo Bernerio, O.P.
- Arcivescovo Galeazzo Sanvitale
- Cardinale Ludovico Ludovisi
- Cardinale Luigi Caetani
- Cardinale Ulderico Carpegna
- Cardinale Paluzzo Paluzzi Altieri degli Albertoni
- Papa Benedetto XIII
- Papa Benedetto XIV
- Papa Clemente XIII
- Cardinale Marcantonio Colonna
- Cardinale Giacinto Sigismondo Gerdil, B.
- Cardinale Giulio Maria della Somaglia
- Cardinale Carlo Odescalchi, S.I.
- Cardinale Costantino Patrizi Naro
- Cardinale Luigi Serafini

La successione apostolica è:
- Vescovo Benedetto Mariani (1881)
- Cardinale Beniamino Cavicchioni (1884)
- Arcivescovo Paolo de Sanctis (1888)